# فرانكفورت الجديدة
مدرسة فرانكفورت الجديدة

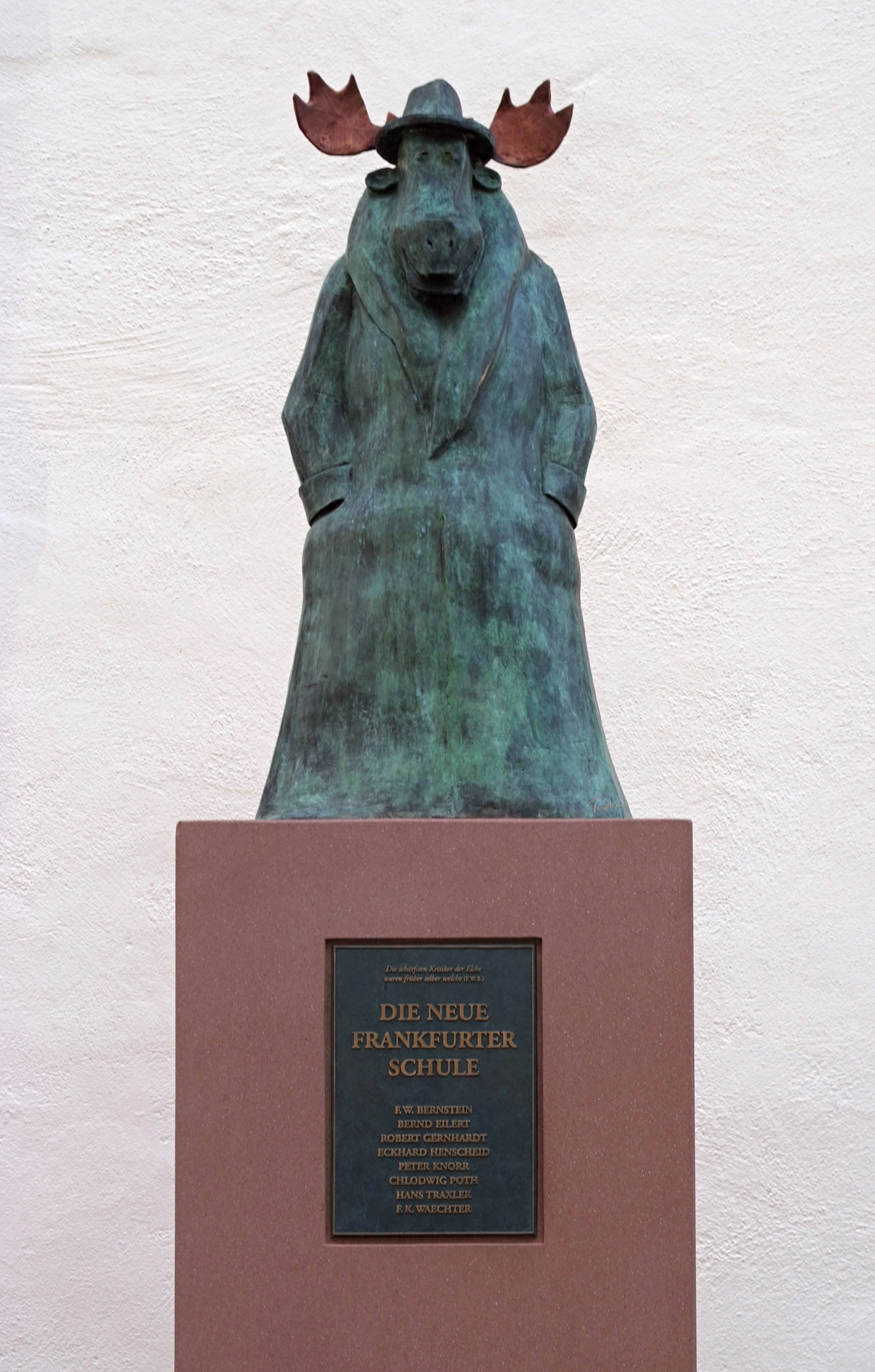

مدرسة فرانكفورت الجديدة , هي مجموعة من الكتاب والفنانين وأُسست من قبل أعضاء سابقين من طاقم محررين لمجلة باردون الساخرة ولقد نشروها في مجلة التايتنك عام 1979.

## التاريخ
ومن بين الاعضاء المؤسسين للمجموعة التي لم يكن لها اسم في البداية:
- إف دبيلو بيرنشتاين (1938 - 2018)

- -بيرند ايلرت (ولد عام 1949)

- روبرت جيرنهاردت (1937 - 2006)

- ايكهارد هينشيد (ولد عام 1914)

- كلودنج بوث (1930 -2004)

- هانز تراكسلر (ولد عام 1929)

- إف كي وكتر (1937 - 2005)

وتم اختيار الأسم لمدرسة فرانكفورت الجديدة (مدرسة فرانكفورت) حسب الذكرى الفلسفية للمدرسة التي تدور حول ماكس هوركهايمر
وتيودور أدورنو، ومن بينهم اخرين، والتي اتبعت النظرية النقدية للمجتمع عام 1930.
يوضح أولاً الأسم الجديد لمدرسة فرانكفورت، أن فرانكفورت كانت كمركز للأعضاء والمنشورات في التايتنك.وثانياً الأسم إشارة ساخرة إلى فيمتو الثانية (إف إس).وثالثاً ترتبط (مدرسة فرانكفورت الجديدة) مع النظرية النقدية للمجموعة السابقة.
يُحيي اوليفيرا شمت الناقد الثقافي الذي يركز على مدرسة فرانكفورت الجديدة. ولاحظ ميخائيل روشكي الضمير الساخر (الوعي الساخر) وهذا ما ركزت عليه مدرسة فرانكفورت الجديدة.
وتم اختيار الأسم بعد سنوات من تشكيل المجموعة عام 1981، وذلك عندما احتاجوا إلى اسم مناسب للمعرض الذي كان من أعمال جيرنهاردت وتراكسليرا وفاشتر.
وتضمن أعضاء الجيل الثاني لمدرسة فرانكفورت الجديدة ماكس جولدت، جيرهارد هينشل، سيمون بورويايك، توماس جيسيلا، إرنست كاهل، والثنائي راتل سكنيك، وبعد الثورة السلمية انضم إليهم مايكل رودلف.
حصلت مدرسة فرانكفورت عام 2006 على رسومات أصلية وكانت لبيرنشتاين، وجيرنهاردت، وتراكسل وبوث. وبلغ عدد الرسومات 7000 رسمة للمعرض الجديد لفن الرسوم المتحركه معرض فرانكفورت للكاريكاتور الذي تم افتتاحه في الأول من تشرين الأول من عام 2008 كقسم مستقل من المعرض.

## الادب
- W. P. Fahrenberg (ed.): Die Neue Frankfurter Schule, ARKANA Göttingen 1987, (ردمك 3-923257-70-8)

```
دبليو بي فهرنبرغ (محرر): مدرسة فرانكفورت الجديدة أركانا جوتينغ.(إي إس بي إن)
```

- Oliver Maria Schmitt (de): Die schärfsten Kritiker der Elche. Die Neue Frankfurter Schule in Wort und Strich und Bild, Berlin 2001, (ردمك 3-8286-0109-X)

```
أوليفرا ماريا شميت (دي): أشد النقاد لإلتشي.مدرسة فرانكفورت الجديدة من حيث الكلمة والخط والصورة.برلين 2001.
رقم الكتاب القياسي الدولي X-1090- 8286-3
```

- Klaus Cäsar Zehrer: Dialektik der Satire. Zur Komik von Robert Gernhardt und der ‚Neuen Frankfurter Schule. (dissertation) Universität Bremen. 2002.

```
كلاوس القيصر زهير: جدلية الهجاء إلى الكوميديا بواسطة روبرت جيرنهاردت ومدرسة فرانكفورت الجديدة.
```

أطروحة جامعة برلين.

## روابط اضافية
- نصوص عن فرانكفورت الجديدة في فهرس مكتبة ألمانيا الوطنية
- Stadt Frankfurt kauft Werke der „Neuen Frankfurter Schule“ – Meldung des Hessischen Rundfunks (16. Mai 2006, nicht mehr online)
- Texts of the NFS